# Louth, New South Wales
Louth är en ort i Australien. Den ligger i kommunen Bourke och delstaten New South Wales, i den sydöstra delen av landet, omkring 680 kilometer nordväst om delstatshuvudstaden Sydney.
Trakten runt Louth är nära nog obefolkad, med mindre än två invånare per kvadratkilometer..
Omgivningarna runt Louth är i huvudsak ett öppet busklandskap. Genomsnittlig årsnederbörd är 340 millimeter. Den regnigaste månaden är februari, med i genomsnitt 62 mm nederbörd, och den torraste är oktober, med 1 mm nederbörd.